# Кононенко Олег Дмитрович
Кононенко Олег Дмитрович (нар. 21 червня 1964, Чарджоу) — льотчик-космонавт Російської Федерації, лейтенант, інженер-конструктор. Герой Російської Федерації. Герой Туркменістану.

## Біографія
Народився 21 червня 1964 року в місті Чарджоу, яке нині перейменовано Туркменабат (Туркменська РСР). Батько — Дмитро Іванович, працював шофером, мати — Таїсія Степанівна, (до шлюбу Чуракова), працювала в аеропорту.

### Освіта
- 1979 році закінчив дитячу художню школу і школу олімпійського резерву(отримав 1-й розряд з волейболу).
- 1981 закінчив 10-й клас середньої школи № 15 міста Чарджоу.
- У 1988 році навчався в Національному аерокосмічному університеті імені М. Є. Жуковського «Харківський авіаційний інститут». На факультеті авіаційних двигунів, за спеціалізацією «Двигуни літальних апаратів», випускався за фахом інженер — механік.
- У 1990 році закінчив аспірантуру Куйбишевського авіаційного інституту (Самара) за спеціальністю «Автоматизація проєктування систем управління»
- У липні 1996 року — пройшов вищі державні курси з підвищення кваліфікації керівних, наукових працівників та інженерно-технічних працівників в питаннях винахідництва і патентознавства.

## Політ у космос

### Підготовка
Під час навчання був директором факультетського музею космонавтики (три роки), звідти й почалося його захоплення космонавтикою. Працював інженером конструктором 3-й категорії в 501-му відділі Центрального спеціалізованого конструкторського бюро в місті Куйбишеві (сьогодні завод «Прогрес» в м Самара). Займався розробкою робочої документації по системах електроживлення космічних апаратів і загальносистемними проектно-розрахунковими роботами. З вересня 1994 отримав підвищення по посаді — провідний інженер-конструктор.
29 березня 1996 року за рішенням представників ЦПК, РКК «Енергія» і РКА відібраний кандидатом в астронавти від ЦСКБ. У червні призначений космонавтом-випробувачем в 501 відділу ЦСКБ (наказ Генерального директора ЦСКБ Д. І. Козлова). Після відмінної здачі іспитів по загальнокосмічної підготовки в ЦПК ім. Ю. А. Гагаріна, Олег Дмитрович підвищив кваліфікацію до космонавта-випробувача.
З жовтня 1998 року відбувається підготовку за програмою МКС, в складі МКС-гр-1.
5 січня 1999 переведений в загін космонавтів РКК «Енергія», посада: космонавт-випробувач.
5 грудня 2001 року до вирішення комісії призначений бортінженером в другій екіпаж (дублювальний) третьої російської експедиції відвідин МКС.
Під час старту ТК «Союз ТМ-34» був дублером бортінженера корабля. Внаслідок катастрофи шаттла Колумбія програму польотів переглянули, екіпаж переведений на підготовку за програмою складання МКС. Терміни відновлення польотів весь час зсувалися, програма була змінена, екіпаж скорочений до двох осіб, а Олег Дмитрович був виведений з екіпажу.
Липень 2005 року — Кононенко увійшов до складу змішаної групи космонавтів, позначення «МКС-15/16/17», зі складу групи планували сформувати екіпажі відповідно: 15-й, 16-й і 17-ї експедицій на МКС. У серпні 2005 року приступив до підготовки в складі цієї групи в РГНІІ ЦПК.
У травні 2006 року рішенням РКК «Енергія» і Роскосмоса ЦПК, разом з Сергієм Волковим призначений бортінженером ТК і МКС в основний екіпаж МКС-17. З 2 по 10 червня 2006 року відбувається тренування по роботі в разі нештатної посадки апарата на воду, в м. Севастополі (Україна). Склад умовного екіпажу Сергій Волков, Деніел Тані, Кононенко Олег. У серпні рішенням Роскосмосу і НАСА призначений бортінженером корабля «Союз-ТМА-12» і МКС-17, старт корабля запланований на квітень 2008 року.
17—18 березня 2008 року відбувся екзаменаційне тренування в складі основного екіпажу корабля «Союз ТМА-12» і експедиції МКС-17 (передпольотний іспит). Екіпаж завершив іспит з «оцінкою відмінно».

### Польоти
- Перший політ здійснив у 2008 році разом з Лі Со Ен і Сергієм Волковим, як бортінженер корабля «Союз ТМА-12» у складі 17-ї експедиції МКС. 10 квітня корабель «Союз ТМА-12» автоматичному режимові пристикувався до Міжнародної космічної станції (на стикувальний вузол на модулі «Пірс»). Під час польоту зробив два вихід у відкритий космос.

- Другий політ — у 2011 році на борту Союз TMA-03M у складі МКС-30-31.

- Третій політ — у 2015 році на борту Союз ТМА-17М у складі МКС-44-45.

- Четвертий політ — у 2018—2019 році на борту Союз МС-11 у складі МКС-57-58.

- П'ятий політ — з 2023 року на борту Союз МС-24 у складі МКС-69-70-71.

5 червня 2024 року Кононенко поставив новий рекорд в історії пілотованої космонавтики за загальним часом перебування в орбітальних польотах.

## Особисте життя
- Дружина — Кононенко Тетяна Михайлівна (до шлюбу Юр'єва)
- Діти — двійнята Аліса та Андрій, (нар. 2004 року)

## Нагороди

### Звання
- Льотчик-космонавт Російської Федерації (05.02.2009).

### Медалі та ордени
- «Золота зірка» Героя Російської Федерації (Указ Президента РФ N118 від 05.02.2009).
- Орден «Зірка президента» (Туркменістан, вручений 09.02.2009).